# Pata Zoo
Pata Zoo (em tailandês: สวนสัตว์พาต้า) é um zoológico privado localizado no 6º e 7º andares da loja de departamentos Pata Pinklao, no subdistrito de Bang Yi Khan, distrito de Bang Phlat, em Bangcoc, entre os cruzamentos Borommaratchachonnani e Arun Amarin, próximo à ponte Phra Pinklao. O zoológico de Pata funciona desde o início de 1983, junto com a loja de departamentos. Há anos ele é o foco dos ativistas tailandeses pelos direitos dos animais, que acusam o zoológico de tratar os animais de forma desumana.

## Layout

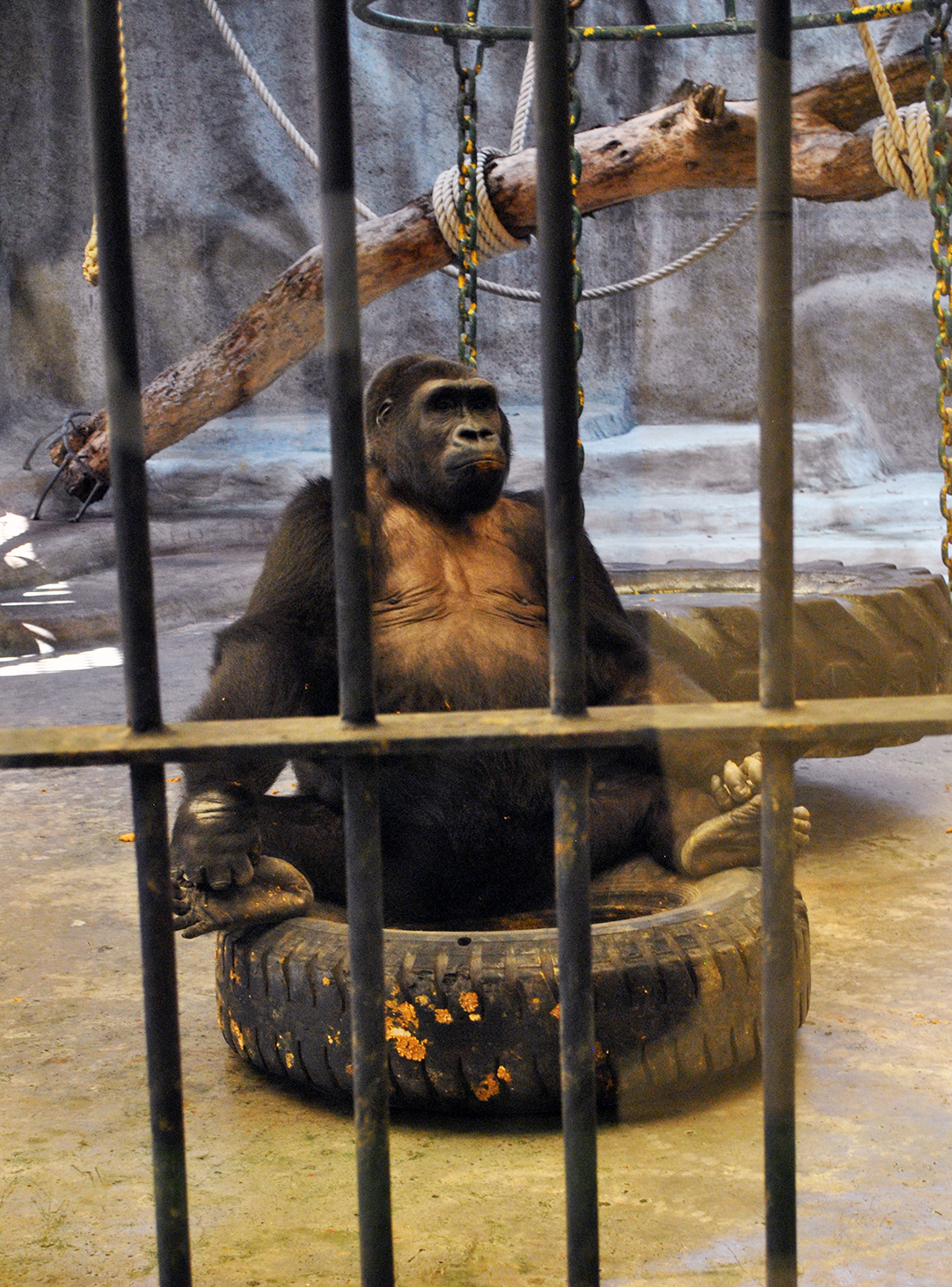
Bua Noi

O zoológico está dividido em duas partes, andar superior e inferior:
- Sexto andar: Animais noturnos, répteis e anfíbios. De interesse são as muitas pítons birmanesas albinas, que o zoológico consegue reproduzir com sucesso. Também exibe um espécime de arraia gigante de água doce, a maior arraia de água doce do mundo e uma espécie ameaçada de extinção.

- Sétimo andar: Aves, orangotangos e macacos, pinguins, porquinhos-da-índia e coelhos, cabras e ovelhas, ursos negros asiáticos, ursos do sol, tigres, gatos leopardo, leopardos e panteras negras, chacais dourados, cachoeira artificial e jardim botânico. O destaque aqui é uma gorila oriental fêmea de 30 anos de idade chamada Bua Noi (บัวน้อย, "pequena lótus"), a única gorila que restou na Tailândia.[2] A maioria dos críticos do Pata Zoo tem se concentrado nas condições de vida de Bua Noi.[1] Ela é mantida em cativeiro no zoológico desde 1987.[3] O veterinário e o diretor do zoológico insistem que ela está em boa saúde física e mental.[4][5]

## Controvérsias
Os ativistas dos direitos dos animais enviaram uma petição com 35.000 assinaturas em setembro de 2014 ao Departamento de Parques Nacionais, Vida Selvagem e Conservação de Plantas (DNP) da Tailândia, pedindo o fechamento do zoológico e a remoção imediata de Bua Noi do zoológico. O DNP respondeu declarando que não poderia retirar a licença do Pata Zoo, pois o zoológico não havia feito nada contra a lei. O diretor-geral do DNP argumentou que a Lei de Conservação e Proteção da Vida Selvagem não proibia que os animais ficassem enjaulados em prédios altos e, portanto, o Pata Zoo não violou a lei ao manter um zoológico no topo de um prédio. O zoológico declarou imediatamente sua inocência de qualquer irregularidade.
Em março de 2015, foi relatado que as autoridades tailandesas acusaram o Pata Zoo de ter violado várias leis e ordenaram a remoção de todos os animais de grande porte, incluindo Bua Noi, do zoológico. O zoológico se recusou a libertar a gorila e entregá-la a outro zoológico. Em fevereiro de 2020, Bua Noi ainda estava em cativeiro no zoológico. Após um incêndio no zoológico no final daquele ano, Gillian Anderson e a PETA escreveram para o proprietário e pediram que ele "refletisse honestamente sobre como é a vida dos animais lá e tomasse a decisão de fechá-lo". No final de 2020, Cher escreveu uma carta ao ministro do meio ambiente da Tailândia, pedindo que ele "encontrasse em seu coração" para ajudá-la em sua missão de libertar o gorila.